# Microsoft Modern Mobile Mouse
Microsoft Modern Mobile Mouse（マイクロソフト・モダン・モバイル・マウス）はMicrosoftが発売するモバイルマウスである。

## 概要
Microsoft Modern Mobile MouseはBluetoothで接続できるマウスで、2.4 GHz周波数帯で使用することができる。ボタンは右、左、中央ボタン、ホイール、電源（下部）となっている。また、単4アルカリ電池2本で使用可能で、重量は単4アルカリ電池2つ込みで78 gとなっている。

## 互換性
Microsoft Modern Mobile Mouseは下記のOSと互換性がある。
- Windows 11 Home
- Windows 11 Pro
- Windows 10
- Windows 10 ARM
- Windows 8.1
- Mac OS 10以降
- Android 6.0以降